# Бодок
Бодок (на румънски: Munţii Bodoc; на унгарски: Bodoki-hegység) е планински масив, част от Карпатския завой (Carpaţilor de Curbură), дял от Източните Карпати. Намира се изцяло в окръг Ковасна, Румъния. Най-високият връх е Кърпиниш (1019 м).